# 孟仲仁
孟仲仁（1932年—1995年），山西文水方园村人。中国军事人物。
1946年2月，参加中国人民解放军，担任西北野战军第一纵队六旅六团宣传股股长。1951年，历任志愿军第一军政治部宣传处干事，后担任第一军第二师政治部副主任。回国后任武汉军区党委办公室主任、武汉军区政治部副秘书长，总政治部组织部组织处处长。1982年，任总政治部组织部副部长。1985年6月18日，任中国人民解放军军事法院院长。1990年6月，任西安政治学院政治委员，后改任副院长。1988年，授予少将军衔。1995年，在西安逝世，享年64岁。